# Ремсі (округ, Північна Дакота)
Шаблон:StateAbbr_ 48°15′ пн. ш. 98°43′ зх. д. / 48.25° пн. ш. 98.72° зх. д.
Округ Ремсі (англ. Ramsey County) — округ (графство) у штаті Північна Дакота, США. Ідентифікатор округу 38071.

## Історія
Округ утворений 1873 року.

## Демографія
За даними перепису 
2000 року 
загальне населення округу становило 12066 осіб, зокрема міського населення було 7454, а сільського — 4612.
Серед мешканців округу чоловіків було 5954, а жінок — 6112. В окрузі було 4957 домогосподарств, 3187 родин, які мешкали в 5729 будинках.
Середній розмір родини становив 2,94.
Віковий розподіл населення поданий у таблиці:
| Стать    | До 15 років | 15-21 | 22-29 | 30-39 | 40-49 | 50-65 | 65-85 | Понад 85 |
| -------- | ----------- | ----- | ----- | ----- | ----- | ----- | ----- | -------- |
| Чоловіки | 1249        | 650   | 466   | 776   | 939   | 916   | 805   | 153      |
| Жінки    | 1177        | 578   | 430   | 797   | 920   | 902   | 1037  | 271      |

## Суміжні округи
- Кавальєр — північ
- Волш — схід
- Нелсон — південний схід
- Бенсон — південний захід
- Таунер — північний захід

## Виноски
1. ↑  Annual Estimates of the Resident Population for Counties: April 1, 2020 to July 1, 2022. Процитовано 31 березня 2023.
2. ↑  US Decennial Census. US Census Bureau. Процитовано 1 лютого 2015.
3. ↑  Historical Census Browser. University of Virginia Library. Архів оригіналу за 11 серпня 2012. Процитовано 1 лютого 2015.
4. ↑  Forstall, Richard L., ред. (20 квітня 1995). Population of Counties by Decennial Census: 1900 to 1990. US Census Bureau. Процитовано 1 лютого 2015.
5. ↑  Census 2000 PHC-T-4. Ranking Tables for Counties: 1990 and 2000 (PDF). US Census Bureau. 2 квітня 2001. Процитовано 1 лютого 2015.
6. ↑  State & County QuickFacts. Бюро перепису населення США. Архів оригіналу за 7 червня 2011. Процитовано 1 листопада 2013.(англ.) Наведено за англійською вікіпедією.
7. ↑  American FactFinder. Бюро перепису населення США. Архів оригіналу за 26 лютого 2012. Процитовано 31 січня 2008.

| США | Це незавершена стаття з географії США. Ви можете допомогти проєкту, виправивши або дописавши її. |